# アイヒェルブルク・ゼクスルウルトラブースト
一般相対性理論において、アイヒェルブルク・ゼクスルウルトラブースト（英: Aichelburg–Sexl ultraboost, ASウルトラブースト）とは、球対称の重力源のそばをほぼ光速で通る観測者の経験することをモデル化する厳密解である。1971年、ピーター・C・アイヒェルブルクとロマン・U・ゼクスルにより導出された。
計量テンソルはブリンクマン座標を用いて次のように書ける。
{\displaystyle \mathrm {d} s^{2}=-8m\,\delta (u)\,\log r\,\mathrm {d} u^{2}+2\,\mathrm {d} u\,\mathrm {d} v+\mathrm {d} r^{2}+r^{2}\,\mathrm {d} \theta ^{2},}
{\displaystyle -\infty <u<\infty ,\,0<r<\infty ,\,-\infty <v<\infty ,-\pi <\theta <\pi }
ASウルトラブーストは、滑らかなローレンツ多様体の連なりの連続として得ることができる。たとえば、Poor-man's Gaussian pulsesを取ることができる。
{\displaystyle \mathrm {d} s^{2}=-{\frac {4ma\,\log(r)}{\pi \,(1+a^{2}u^{2})}}\,\mathrm {d} u^{2}-2\mathrm {d} u\,\mathrm {d} v+\mathrm {d} r^{2}+r^{2}\,\mathrm {d} \theta ^{2},}
{\displaystyle -\infty <u<\infty ,\,0<r<\infty ,\,-\infty <v<\infty ,-\pi <\theta <\pi }
このようなplus-polarized axisymmetric vacuum pp-wavesでは、曲率は対称軸上に集中し、 O(m/r) で減衰する。また、 u=0 近傍にも集中する。{\displaystyle a\rightarrow \infty } の極限をとると、波形はディラックのデルタ関数に収束し、ASウルトラブーストに戻る。（誤解を避けるため、これらはASウルトラブーストを「近似する」厳密解であるが、デルタ関数的な曲率を認めるならばどちらも厳密解であることを強調しておく）。
これにより次のパラドックスが解消される。動いている粒子は、それから見れば超相対論的に運動している止っている物体（惑星としよう）は莫大な質量を持っていると「考える」だろう。もし粒子が、惑星がブラックホールになるほど重く見えるような高速で運動していたら？そして、粒子がその事象の地平面に突入したら？なぜその粒子はブラックホールに飲まれることなく飛びさることができるのだろうか？